# Kuznieczicha (rejon borisoglebski)
Kuznieczicha (ros. Кузнечиха) – wieś (dieriewnia) w Rosji, w obwodzie jarosławskim, w rejonie borisoglebskim. W 2010 liczyła 5 mieszkańców.